# Ceratocapnos claviculata
Corydale à vrilles, Cératocapnos à vrilles
Espèce
Ceratocapnos claviculata, la Corydale à vrilles ou Cératocapnos à vrilles, est une espèce de plantes à fleurs de la famille des Papavéracées.

## Description
La Corydale à vrille est une espèce annuelle qui subsiste en hiver sous forme de graine (plante thérophyte).
C'est une plante grimpante à port rameux, ses tiges sont enchevêtrées formant de petits massifs végétaux. Ses feuilles sont pennatiséquées à folioles oblongues. Les pétioles sont terminés par des vrilles permettant à la plante de s'accrocher sur un support. Les fleurs munies d'un court éperon sont petites, blanches et rassemblées en grappes dressées. Chaque fleur contient 2 à 3 graines.

## Répartition
Elle est présente sur la façade atlantique d'Europe depuis le Portugal jusqu'en Suède (y compris dans les iles britanniques). Elle se répand depuis la fin du XXe siècle vers le nord de l'Europe. Elle préfère les sols acides,.
Son aire de répartition a actuellement tendance à s'étendre du fait de l'enrichissement des sols en azote.

## Histoire
La Corydale à vrille a été utilisée sous le nom de Corydalis claviculata (L.) DC par Charles Darwin dans son étude sur l'évolution des plantes grimpantes.

## Synonyme
Corydalis claviculata (L.) DC